# St. Matthäus (Brühl)

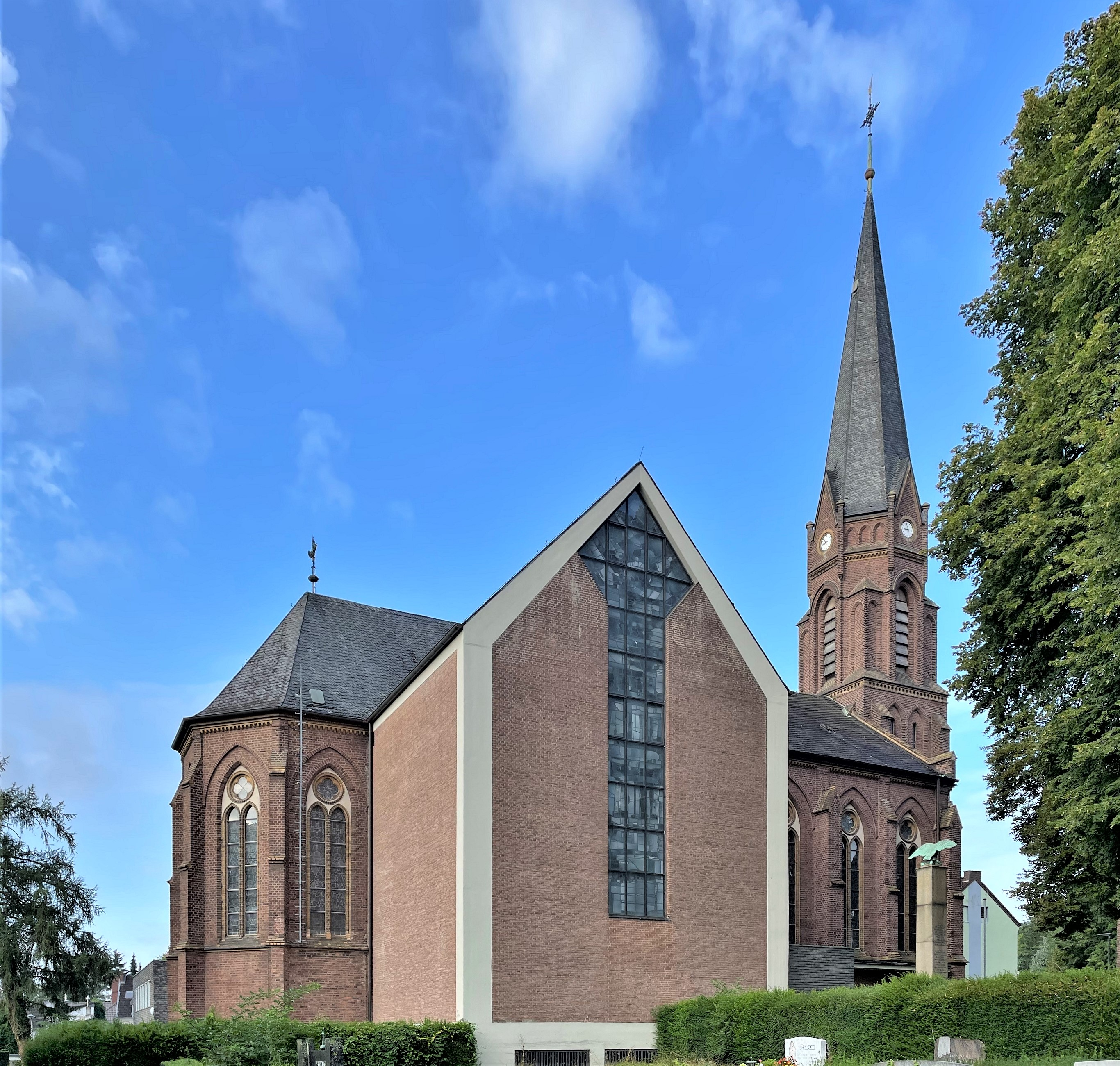
St. Matthäus in Vochem

Die römisch-katholische Kirche St. Matthäus ist eine neugotische Kreuzkirche in Vochem, einem Ortsteil der Stadt Brühl im Rhein-Erft-Kreis in Nordrhein-Westfalen.

## Lage
Im historischen Dorfzentrum verläuft die St. Albert-Straße von Westen kommend in südsüdöstlicher Richtung. Von ihr zweigt im Südwesten die Straße An der Linde ab, die als Pfarrer-Robert-Grosche-Straße in nördlicher Richtung fortgesetzt wird. Die Kirche steht nordöstlich dieser Kreuzung auf einem Grundstück, das nach Norden hin leicht ansteigt und durch eine Mauer eingefriedet wird. Nordwestlich des Bauwerks verläuft die Bahnstrecke Hürth-Kalscheuren–Ehrang.

## Geschichte
Im Dorf bestand bereits im 11. Jahrhundert eine Kapelle, die vermutlich auf eine Stiftung der von Hersel zurückging. Sie waren die Herren der Vochemer Burg, die bis zur Säkularisation das Präsentationsrecht innehielten. Eine Kirche erschien erstmals im Jahr 1274 im Zusammenhang mit einer von Albertus Magnus durchgeführten Konsekration des Hochaltars. Darin fanden Experten eine Urkunde mit dem Text: „In nomine Patris et Filii et Spitirus sancti est hoc altare consecratum in honorem b. Catharinae et beantae Margaretha et beatae Nicolai a venerabile Dno Fre. Alberto Episcope quandram Ratisbonansi“, was sinngemäß aus der lateinischen Sprache übersetzt so viel heißt wie: „Im Namen des Vaters, des Sohnes und des Heiligen Geistes ist dieser Altar zu Ehren von der Heiligen Katharina, der Heiligen Margaretha und des Heiligen Nikolaus geweiht worden vom ehrwürdigen Albert dem Großen, Bischof von Regensburg“. Die Kirche gehörte ursprünglich zu Kendenich und kam unter Wigbold von Holte als Filialkirche in seiner Zeit als Erzbischof von Köln (1297–1304) zur Pfarrkirche St. Margareta. Das Baumaterial stammte überwiegend aus römischen Bauwerken aus der Region. Vochem war zu dieser Zeit ein kleines Dorf, dass durch die Stadtgründung Brühls im Jahr 1285 zunehmend verödete und wüst zu fallen drohte. Neben der Kirche gab es vermutlich nur noch den Fronhof, den Herselhof und den Holtzenhof. Erst im Jahr 1669 berichtete eine Statistik wieder von 21 Bauernstellen, die rund 300 Morgen Land bewirtschafteten. Der Vorgänger des heute bestehenden Sakralbaus war eine schlichte, einschiffige Saalkirche von 1717 mit Chor aus dem Jahr 1718 sowie einem romanischen Westturm. Das Bauwerk war neun Meter lang, der Chor sieben Meter und der Turm fünf Meter bei einer Breite von bis zu 7,5 Metern. Diese schichte Kirche reichte der kleinen Kirchengemeinde über viele Jahrhunderte aus. Kinder aus Vochem wurden in Brühl getauft; auch Eheschließungen fanden dort statt. Im Jahr 1804 wurde Vochem selbstständige Pfarre. Durch den Abbau von Braunkohle und die Industrialisierung steig auch in Vochem die Anzahl der Einwohner an. So lebten zum Stichtag zum 1. Dezember 1885 im Dorf insgesamt 624 Einwohner, von denen nur einer nichtkatholischen Glaubens war.
In den Jahren 1893/1894 erfolgte der Abbruch des Bauwerks aus dem 18. Jahrhundert. Nach Plänen des Baumeisters Gerhard Franz Langenberg entstand in den Jahren 1892 bis 1894 eine neue Kirche, die am 15. Juli 1894 offiziell fertiggestellt wurde aber erst am 5. Mai 1901 konsekriert wurde. In der Nähe des Bauwerks fanden Experten im Jahr 1913 in einem fränkischen Gräberfeld einen Grabstein mit einer christlichen Inschrift, die an ein fränkisches Mädchen mit dem Namen Rignetrudis erinnert. Sie starb im 6. Jahrhundert und war damit ein Nachweis für die frühe Besiedelung der Region. Nach dem Zweiten Weltkrieg stieg die Bevölkerung nochmals stark an. Auch das Bauwerk aus dem 19. Jahrhundert genügte nun nicht mehr den Ansprüchen. Es gab Überlegungen, die Kirche durch einen Neubau zu ersetzen. Aus Kostengründen entschieden sich die Verantwortlichen jedoch für eine Erweiterung. In einem beschränkten Wettbewerb sichtete eine Gutachterkommission die eingereichten Entwürfe. Sie bestand aus dem Stadtdechant von Köln, dem Prälaten Grosche, dem Dombaumeister Kölns Willy Weyres, dem Kölner Architekten Böhm, dem Kölner Baurat Valder sowie dem Vochemer Pfarrer Paul Schiffrath. Die Mitglieder des Kirchenvorstandes Aloys Lenz und Hans Roloff wurden mit beratender Stimme einbezogen. Sie entschieden sich einstimmig für einen Entwurf des Architekten Hans Joachim Lohmeyer, dessen Arbeiten am 23. April 1963 begannen und am 17. Juni 1965 fertiggestellt wurden. Nach seinen Plänen wurde die Kirche um ein Querschiff erweitert. Die Belichtung erfolgte zunächst durch einfaches Glas und wurde später durch eine Ornamentverglasung ersetzt. Am südlichen Querschiff entstand außerdem ein zum Teil zweigeschossiger Anbau.

## Architektur

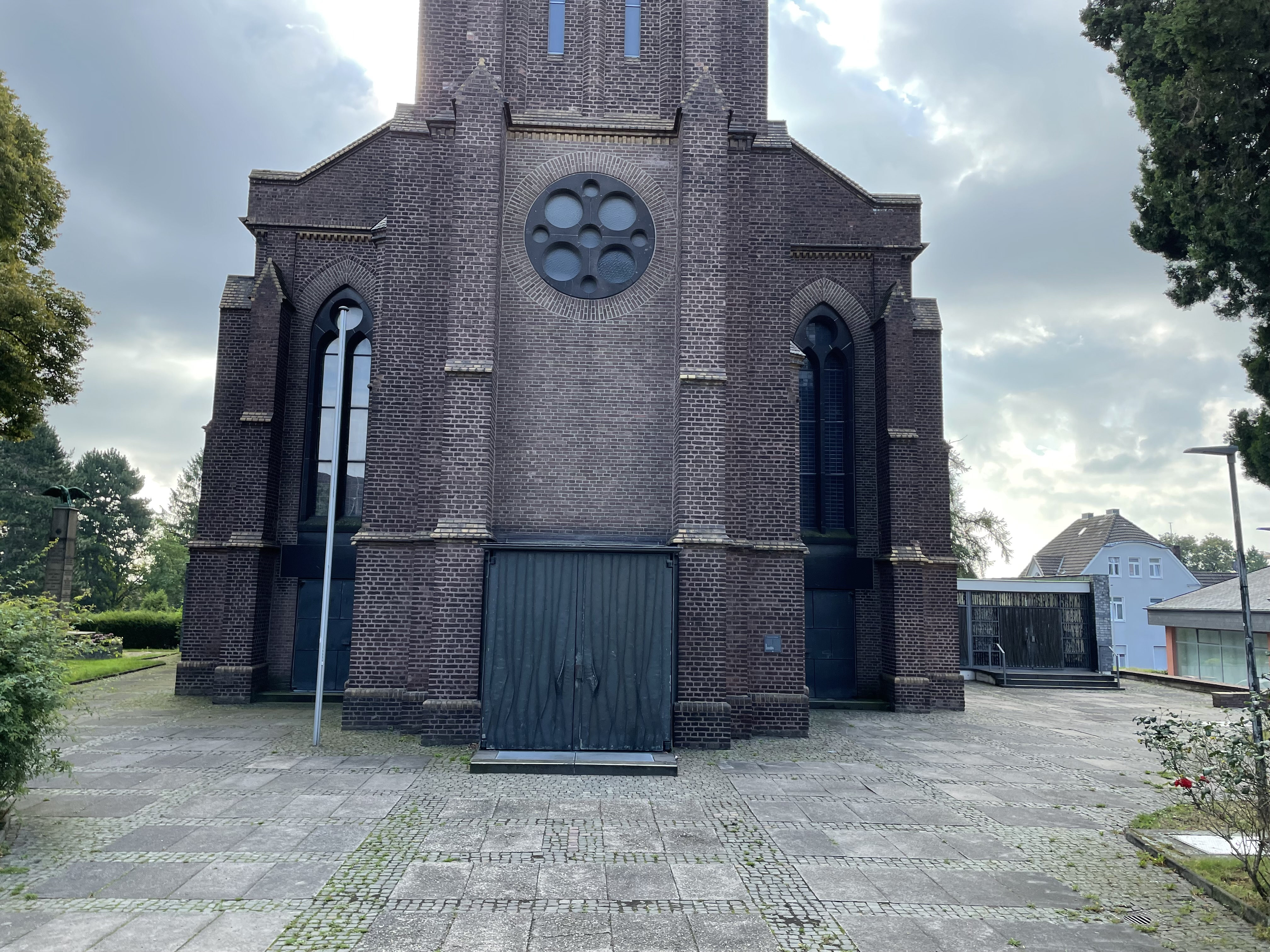
Westportal

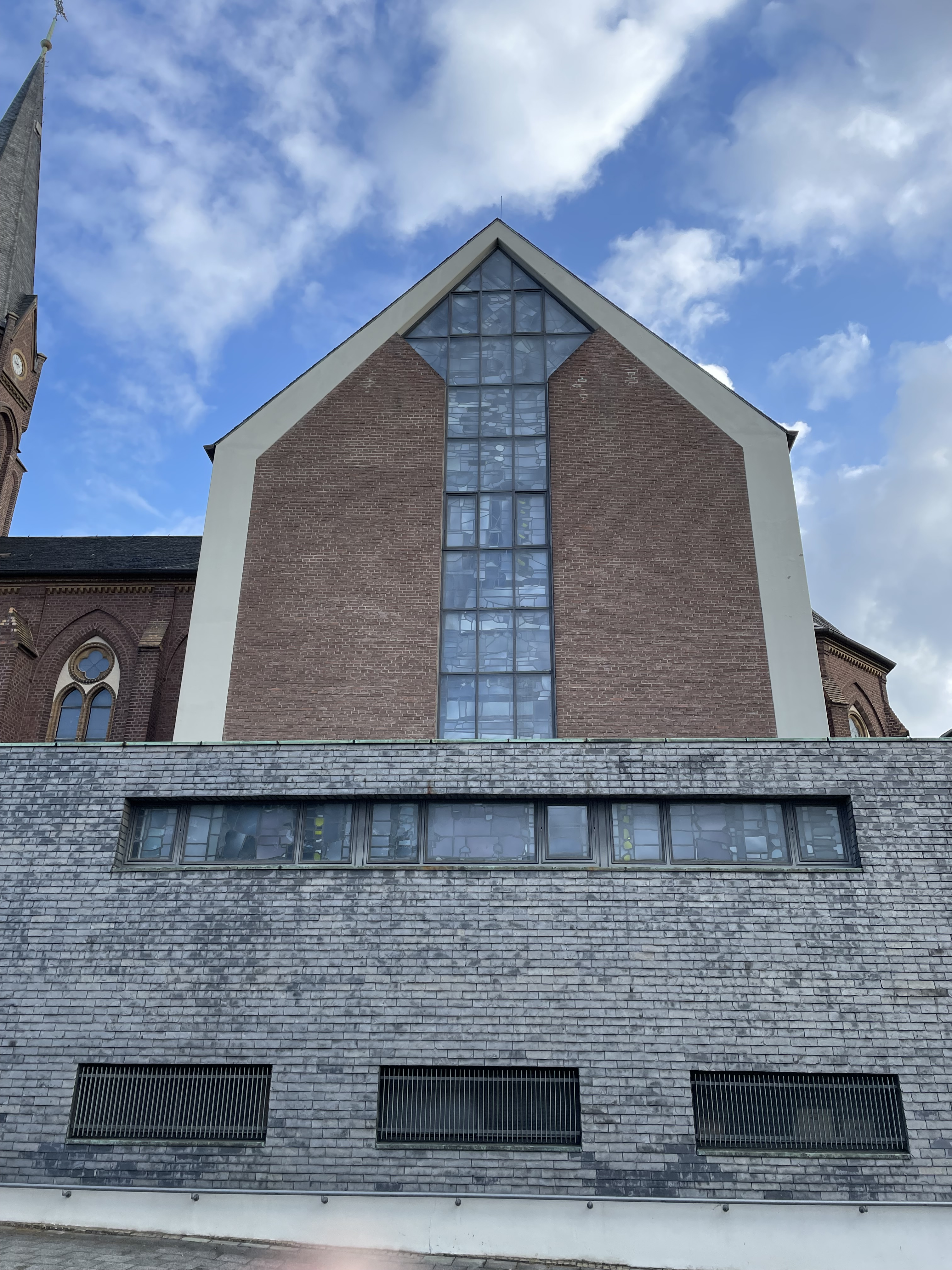
Querschiff von 1963/1965

Das Bauwerk entstand im Wesentlichen aus rötlichem Mauerstein im Stil der Neugotik. Der Chor hat einen Fünfachtelschluss, der durch dreifach gestufte Strebepfeiler an jeder Ecke stabilisiert wurde. Der untere Bereich ist fensterlos, darüber ist ein umlaufendes Gesims sowie in den drei Feldern je eine große, spitzbogenförmige Blende, in die zwei gekuppelte, ebenfalls spitzbogenförmige Fenster eingelassen wurden; oberhalb ist je ein Vierpass. Am Übergang zur Dachtraufe ist ein nach unten geöffneter Fries.
Die Nord- und Südseite des Langhauses wurden identisch gestaltet. Es ist zwei Joch lang und wird im östlichen Bereich vom Querhaus dominiert. Dieses modern ausgeführte Bauteil ist im Westen und Osten fensterlos und besitzt an der Nord- bzw. Südseite ein mittig platziertes Band mit einer Glasfront, die sich im Giebel pfeilförmig verbreitert. Der westliche Teil des Langhauses wird durch fünf, ebenfalls dreifach getreppte Strebepfeiler in vier Felder gegliedert. Der untere Bereich ist – wie auch im Chor – fensterlos und wird durch ein umlaufendes Gesims vom oberen Bereich optisch getrennt. Dort befinden sich ebenfalls je eine spitzbogenförmige Blende, in die wiederum zwei spitzbogenförmige Fenster mit einem darüberliegenden Vierpass eingelassen sind. Der moderne Anbau ersetzte ein ursprünglich schmaleres Querschiff mit Rosettenfenstern sowie ein Chorjoch mit zwei kleinen, polygonalen Anbauten.
Der Kirchturm kann durch ein großes, hochrechteckiges Portal von Westen her betreten werden. Darüber ist ein großes Rosettenfenster, darüber sind schmale, spitzbogenförmige Blenden. Seitlich befinden sich zwei kleine Anbauten, die durch je ein hochrechteckiges Portal betreten werden können. Darüber ist je ein großes, spitzbogenförmiges Fenster. Unterhalb des Glockengeschosses sind an jeder sichtbaren Seite zwei kleine Spitzbogenfenster. Die drei zugänglichen Turmseiten werden wie auch am Langhaus durch dreifach getreppte Strebepfeiler stabilisiert. Im Glockengeschoss befindet sich an jeder Seite eine rundbogenförmige Klangarkade, die von zwei rundbogenförmigen Blenden begleitet wird. Oberhalb ist eine Turmuhr, die in den achteckigen Turmhelm übergeht. Die einzelnen Geschosse wurden durch eingebrachte Schmuckelemente aus gelben Ziegeln optisch voneinander getrennt. Im Innenraum wurden die Seitenschiffjoche durch Schwibbögen voneinander getrennt. Die Säulen im Mittelschiff bestehen aus rotem Sandstein, die mit Schaftringen verziert wurden. In den Seitenschiffen und im Chor wurden halbrunde Dienste verbaut.

## Innenausstattung
Die Kirchenausstattung wurde im Zuge des Neubaus in den 1960er Jahren bis auf wenige Elemente ausgetauscht. Erhalten blieb ein hölzernes Kruzifix aus der Zeit um 1600. Das 69 cm große Werk zeigt laut Wilfried Hansmann eine „merkwürdige Mischung“ aus anatomiegerechter und stilisierender Gestaltung. Es wurde 1975 restauriert. Im ehemaligen nördlichen Querschiff befand sich ein Marienaltar, von dem eine 125,5 cm große, hölzerne Mondsichelmadonna aus der Zeit um 1900 erhalten blieb. Von der ursprünglichen Kanzel aus der Zeit um 1900 stammen fünf Figuren, die ca. 50 cm groß sind und aus Eiche hergestellt wurden. Sie stellen die vier Evangelisten und den lehrenden Christus dar. Eine Figur zeigt die heilige Agatha von Catania, ist aus Holz gearbeitet, 98 cm groß und stammt aus dem 17./18. Jahrhundert. Vom ehemaligen Hochaltar stammen zwei Reliefs. Sie zeigen Christus im Tempel und die Hochzeit zu Kana. Die Werke sind 74 cm breit und 88,5 cm hoch und stammen ebenfalls aus der Zeit um 1900.
Zur weiteren Kirchenausstattung gehören zwei Monstranzen. Die erste ist 59 cm hoch und besteht aus vergoldetem Silber. Sie entstand in der ersten Hälfte des 18. Jahrhunderts und ist strahlenförmig mit einem ovalen, vierpassartigen Fuß versehen. Hierauf befinden sich getriebene Engelsköpfe und Früchte und ein graviertes Bandelwerk. Das Schaugefäß ist herzförmig und von einem Rahmenwerk umgeben, auf dem unter anderem Wolken mit Engelsköpfen und Akanthus angebracht wurden. Die zweite Monstranz besteht ebenfalls aus vergoldetem Silber. Sie ist 63 cm hoch und soll in den 1830er Jahren vom Goldschmiedemeister Hermeling geschaffen worden sein. Sie besteht aus einem geschwungenen Fuß mit gravierten Blattornamenten und einem gotisierenden Turmaufbau. Darin konnte ein nicht mehr vorhandenes, zylindrisches Schaugefäß montiert werden.
Ein Ziborium besteht aus vergoldetem Silber. Es ist 30 cm hoch und trägt die Inschrift: „JOHAN EIFFELER ANNA DERICHSWELLERS EVA EIFFLERS 1780“. Zwei Kelche aus Silber stammen aus der zweiten Hälfte des 15. Jahrhunderts bzw. aus der Zeit um 1900. Das ältere Stück ist 20,5 cm hoch und besitzt einen achtfach geschwungenen Fuß mit Zarge und graviertem Kreuz. Der jüngere Kelch besitzt einen Sechspassfuß und ist mit Akanthus und Akanthuskreuz graviert. Ein Ostensorium stammt aus dem Ende des 19. Jahrhunderts und besteht aus einem turmförmigen Aufbau in gotischen Formen. Im runden Schaugefäß befinden sich Reliquien der heiligen Agatha. Zwei Kaseln stammen aus der Zeit um 1500 bzw. aus der ersten Hälfte des 16. Jahrhunderts. Die erste Kasel entstand unter niederländischem oder niederrheinischem Einfluss und zeigt in der Ferula in der Mitte den Gekreuzigten mit Maria und Johannes vor einem Landschaftshintergrund. Sie werden vom heiligen Stephanus zur Linken und vom heiligen Laurentius zur Rechten als Halbfiguren begleitet. Im unteren Bereich ist der heilige Petrus unter einem Baldachin abgebildet. Dazwischen befand sich ursprünglich der Apostel Paulus, der mittlerweile auf der Vorderseite platziert wurde. Auf der Ferula der zweiten Kasel befindet sich ebenfalls der Gekreuzigte mit Maria und Johannes, darüber der Gottvater und die Taube des Heiligen Geistes. Unter der Kreuzigungsgruppe befindet sich ein unbestimmtes Wappen. Auf dem Stab sind auf der Vorderseite die Heiligen Katharina, Andreas und Barbara zu sehen. In der Taufkapelle befinden sich drei Glasfenster mit Symbolen der Trinität.
An der nordwestlichen Außenwand des Langhauses erinnern fünf Tafeln an die Gefallenen der Weltkriege. Ergänzt wird das Gedenken durch eine zusätzliche Säule, die sich nördlich des Langhauses befindet.